# لا فير كوربين-أونغ
لا فير كوربين أونغ (بالإنجليزية: La’Vere Corbin-Ong)‏ (22 أبريل 1991 بلندن في المملكة المتحدة - ) هو لاعب كرة قدم بريطاني في مركز الدفاع.

## روابط خارجية
- لا فير كوربين-أونغ على موقع ناشيونال فوتبول تيمز (الإنجليزية)
- لا فير كوربين-أونغ على موقع Soccerway.com (الإنجليزية)
- لا فير كوربين-أونغ على موقع عالم كرة القدم.نت (الإنجليزية)